# جينا توريس
جينا توريس (بالإنجليزية: Gina Torres)‏ (25 أبريل 1969 - )؛ ممثلة أفلام وتلفزيون أمريكية، ظهرت في العديد من الأعمال التلفزيونية مثل هرقل: الرحلات الأسطورية وزينا: الأميرة المحاربة، إيلياس، آنجل، 24، سوتس ومسلسل الدرع و9-1-1: النجم الوحيد.

## روابط خارجية
- جينا توريس على موقع IMDb (الإنجليزية)
- جينا توريس على موقع ألو سيني (الفرنسية)
- جينا توريس على موقع أول موفي (الإنجليزية)
- جينا توريس على موقع قاعدة بيانات برودواي على الإنترنت (الإنجليزية)
- جينا توريس على موقع قاعدة بيانات الأفلام السويدية (السويدية)
- جينا توريس على موقع إن إن دي بي (الإنجليزية)
- جينا توريس على موقع قاعدة بيانات الفيلم (الإنجليزية)
- جينا توريس على موقع كينوبويسك (الروسية)